# Johann David Schleuen

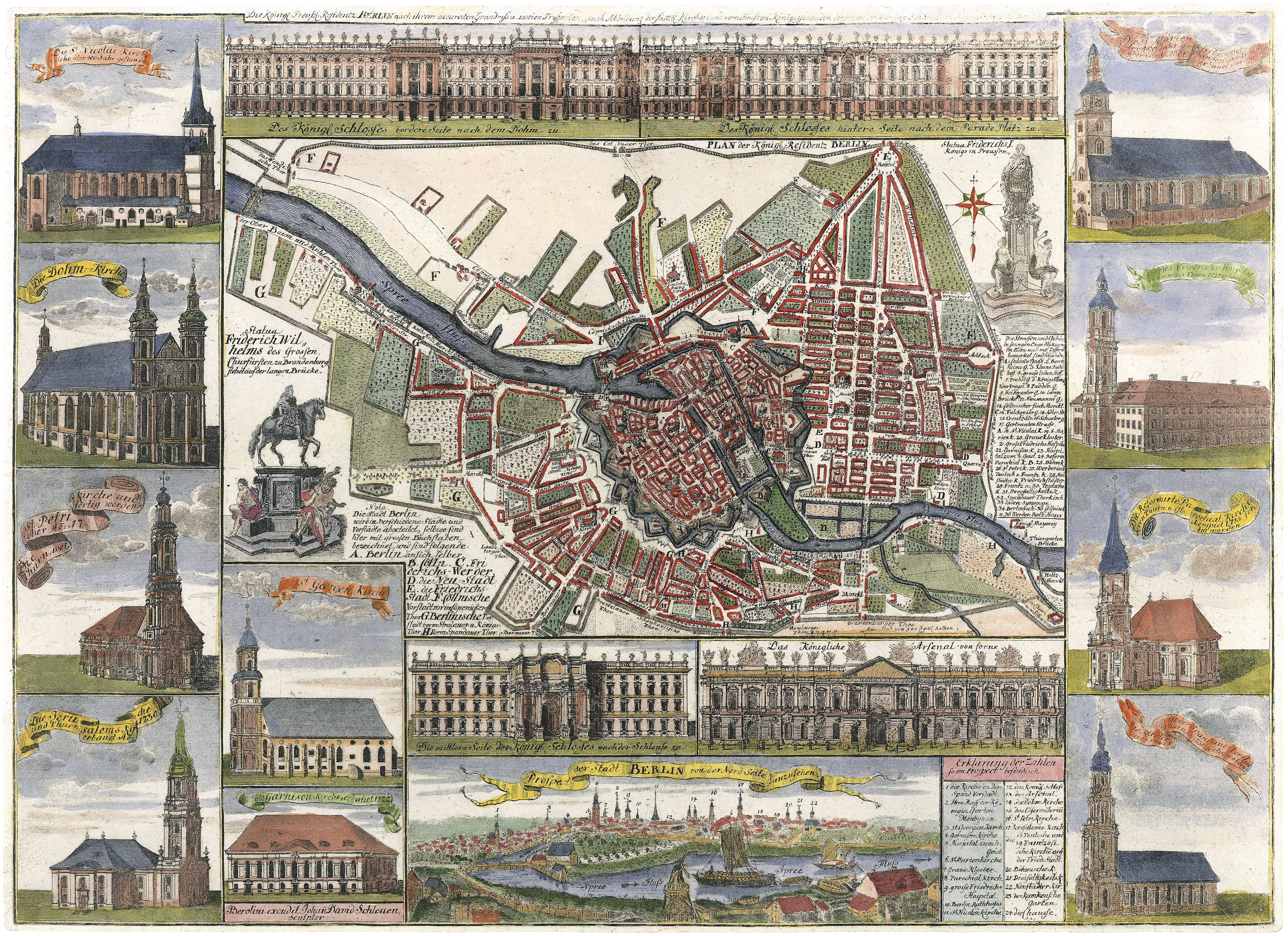
Plan der königl. Residentz Berlin (Schleuen-Plan), 1739

Johann David Schleuen der Ältere (* 12. Mai 1711 in Berlin; † 9. März 1771) war ein deutscher Kupferstecher und Verleger.

## Leben

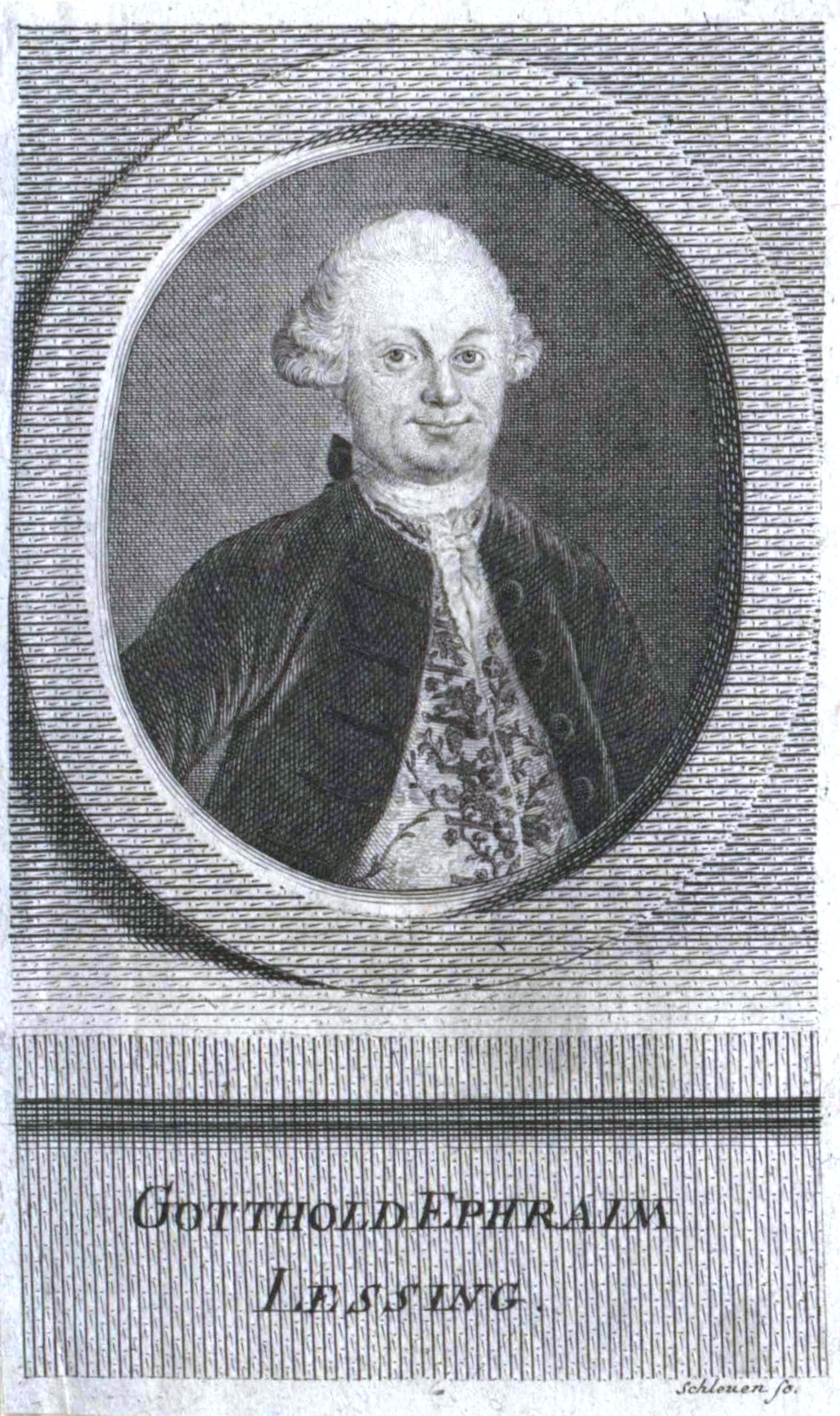
Gotthold Ephraim Lessing, Stich von Schleuen (1770)

Johann David Schleuen war ein Sohn des Fuhrmanns David Schleue (Schley). Das Handwerk des Kupferstechers erlernte er bei Georg Paul Busch. Im Jahr 1736 heiratete Schleuen Barbara Sophia Falcke, Tochter eines Huf- und Waffenschmieds.
Bekannt wurde Schleuen durch zahlreiche von ihm herausgegebene Stadtpläne von Berlin und Potsdam sowie Karten des Parks von Sanssouci. Außerdem stellte er Veduten beider Städte und Ansichten einzelner Gebäude dar. Ereignisse seiner Zeit hielt er in Einzelblättern fest. Zwischen den Jahren 1740 und 1769 rückte er von der fünften Stelle unter acht Kupferstechern in Berlin an die zweite Stelle nach dem Hofkupferstecher Georg Friedrich Schmidt. Auch seine Söhne Johann Georg (1737–1799), Johann Friedrich (1739–1784) und Johann Wilhelm (1748–1812) betätigten sich in seiner Werkstatt, sein Sohn Johann David führte den Verlag weiter.
Johann David Schleuen hat für den Verleger Johann Christian Sigismund Koppe Bilder gestochen, welche in der deutschen Ausgabe von Description de la Chine et de la Tartarie chinoise erschienen sind. Beispiele sind Stadtansichten wie der Abriß von einem Theil der Grossen Mauer auf der Seite von Yung-Ping-Fou in Band 1 Seite 47 oder die Karte von Japan in Band 4 nach Seite 56.
Von Mai 1765 bis Anfang April 1767 wohnte der Schriftsteller Gotthold Ephraim Lessing zusammen mit seinem jüngeren Bruder Karl in Schleuens Haus. Hier beendete Lessing den Laokoon und Minna von Barnhelm.
Schleuens Ehefrau starb im Alter von 60 Jahren am 16. November 1767.